# Алларт ван Евердінген
Алларт ван Евердінген (нід. Allart van Everdingen; 1621 — 1675) — нідерландський живописець-пейзажист і гравер-аквафортіст, родом з Алкмара, учень Руланта Саверея в Утрехті і Пітера де Моліна (Темпести) в Гарлемі.

## Біографія і творчість
Любив зображувати види гористих місцевостей зі скелями, величезними валунами, похмурими соснами, гучними водоспадами і похмурим небом. Матеріалом для таких зображень служили йому численні етюди з натури, зроблені ним під час його поїздки на Скандинавський півострів. Зрідка він писав також бурхливе море, непривітність якого йому довелося випробувати при цій поїздці.
Повернувшись на батьківщину, в 1645 році він був прийнятий в якості майстра до гарлемської Гільдії святого Луки і потім працював в Алкмарі, Гарлемі і з 1652 року до самої смерті своєї в Амстердамі. Картини Евердінгена, чудові вірною передачею форм дикої природи, нерідко велично-мальовничі з мотивів і майже завжди пройняті меланхолійним настроєм, зустрічаються в багатьох громадських музеях і приватних колекціях. В Ермітажі їх три (два види в Норвегії і «Устя Шельди»), в Берлінському музеї — також три, в Галереї старих майстрів — дві («Полювання на ланей у гірського озера» та «Великий водоспад»), в Луврі в Парижі — одна, в мюнхенській Пінакотеці — три, в амстердамському музеї — п'ять і т. д.
Офорти Евердінгена, накреслені голкою, хоча й трохи грубуваті, різноманітніші щодо змісту, ніж твори його пензля. З цих гравюр 106 зображують ландшафти і види моря, а 57 суть ілюстрації до «Reinike Fuchs» (оригінальні малюнки, за якими виконані ці останні, зберігаються в Британському музеї в Лондоні).
У Алларта ван Евердінгена були два брата, досить відомі художники: Цезар ван Евердінген (1616-1678), учень Я. ван Блокгорста, який займався портретним і історичним живописом, і Ян ван Евердінген (пом. в 1656 році), учень Цезара, що писав предмети неживої природи.

## Галерея

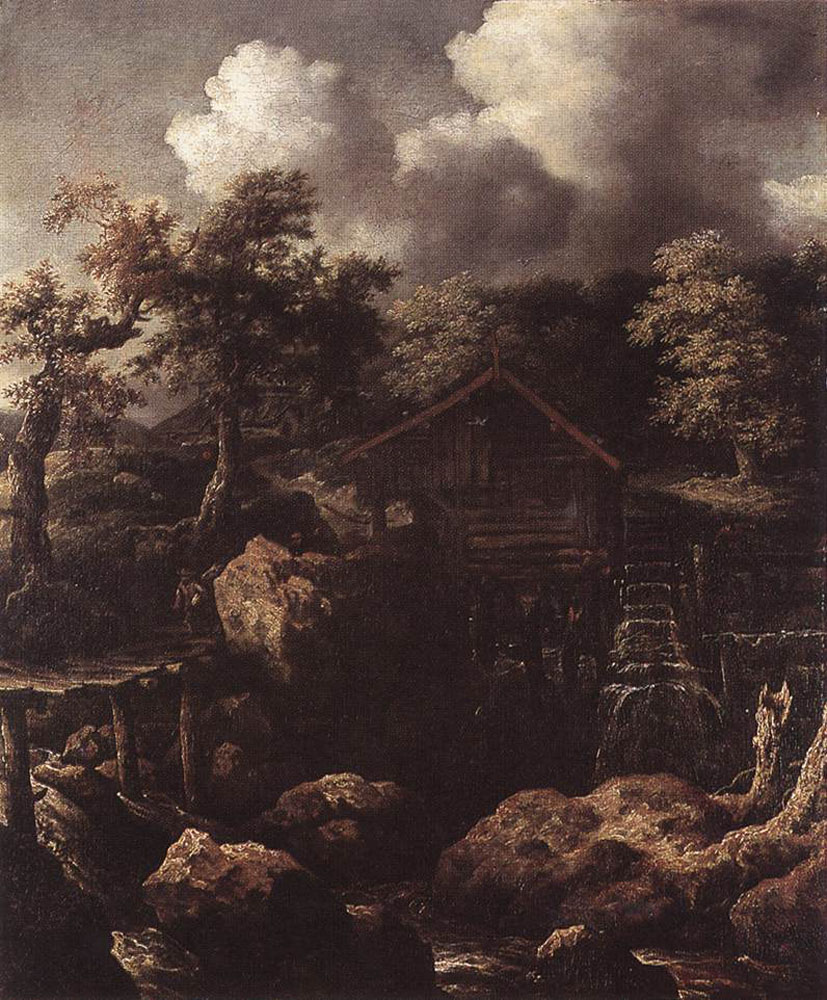
Млин в лісі. 1650
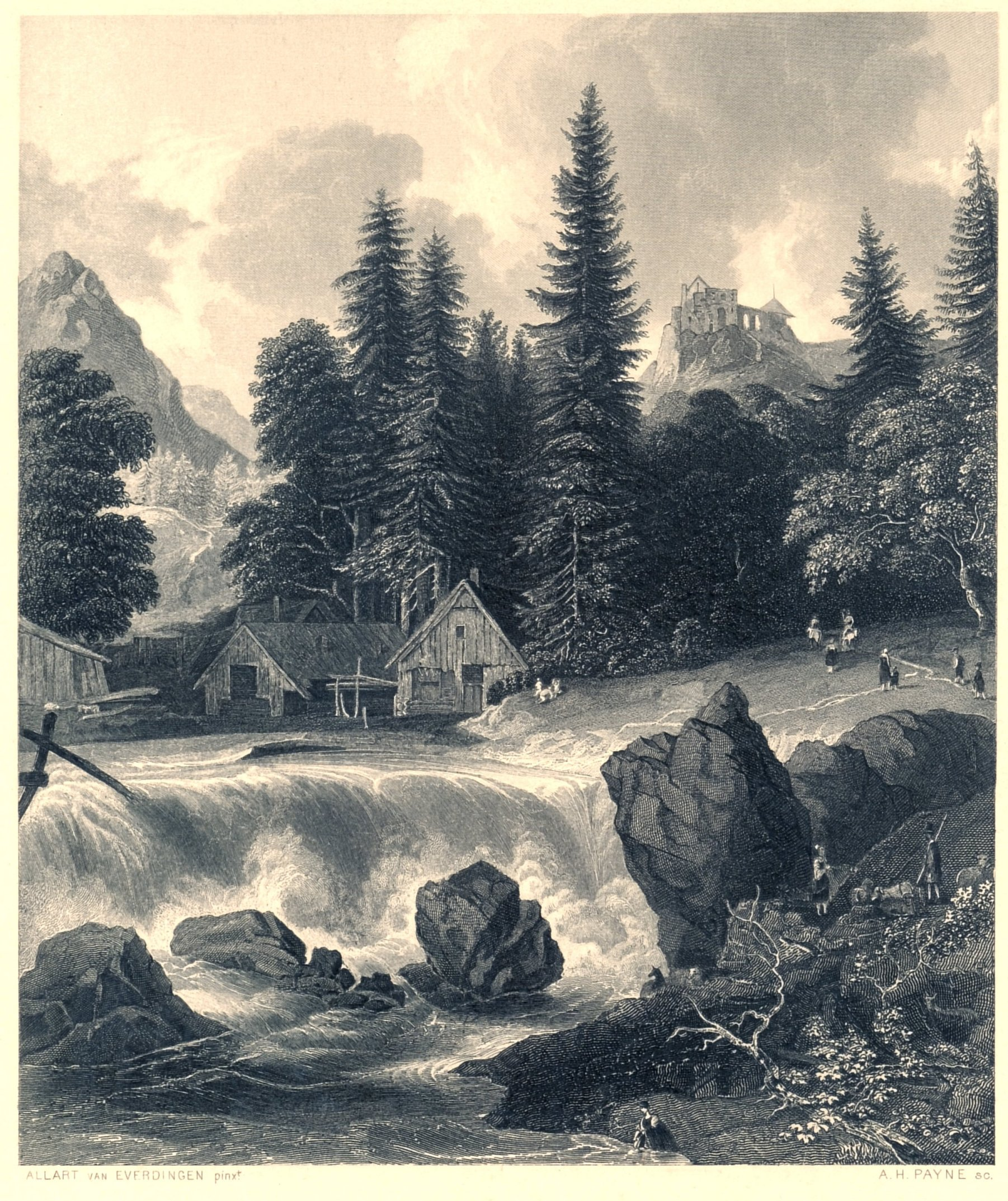
Гірський пейзаж
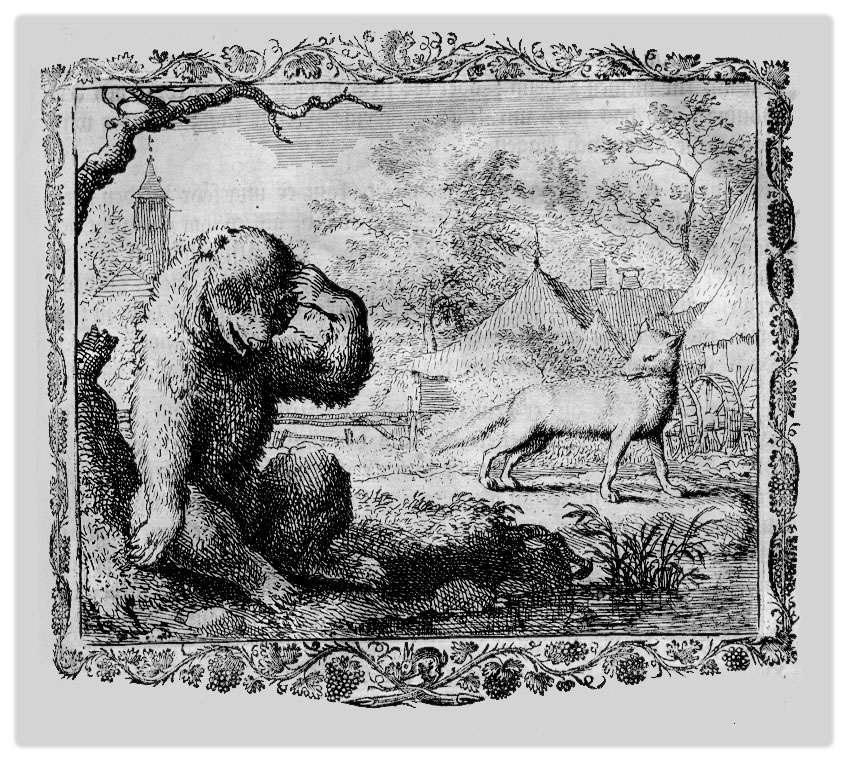
Ілюстрація до «Роман про Ренара»
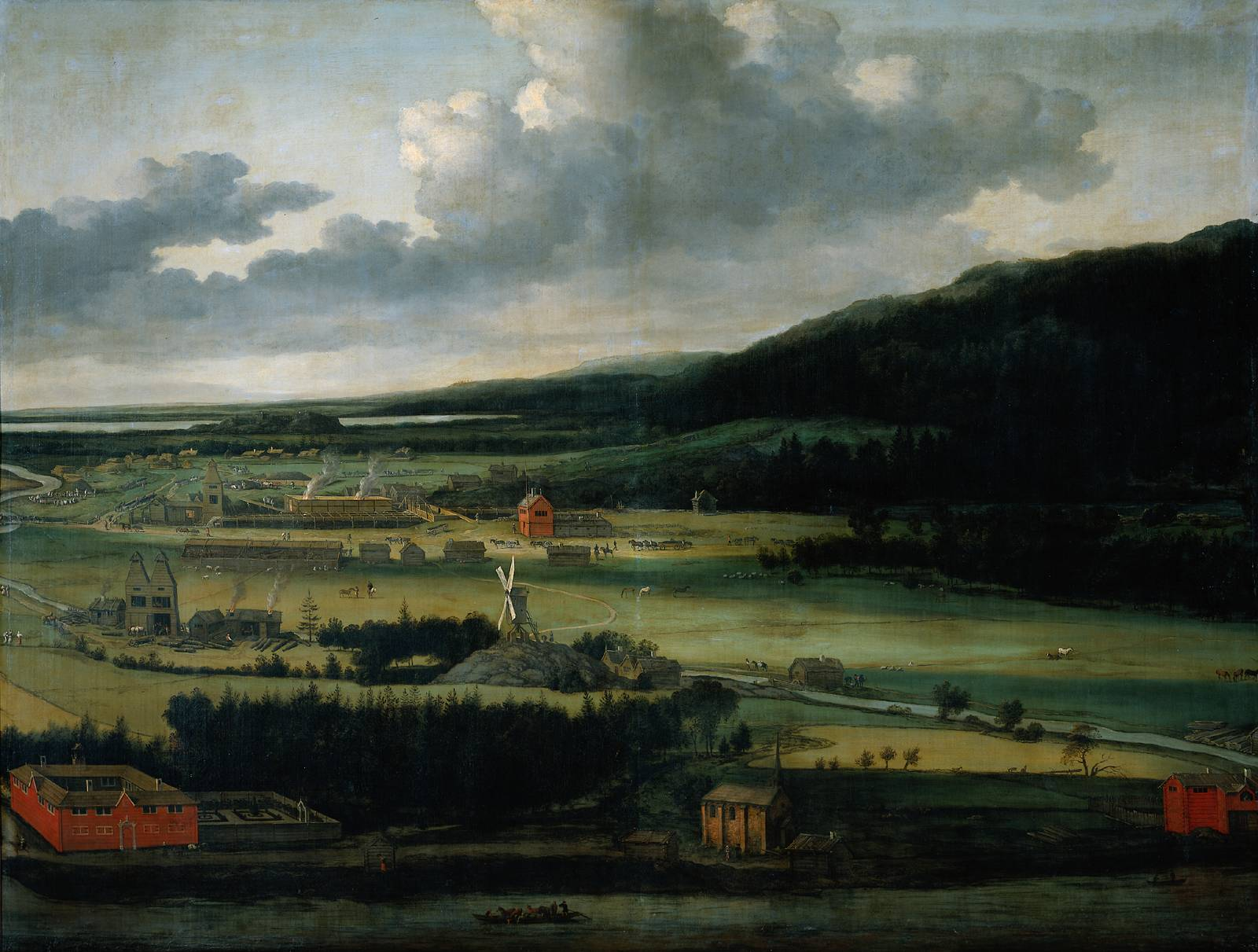
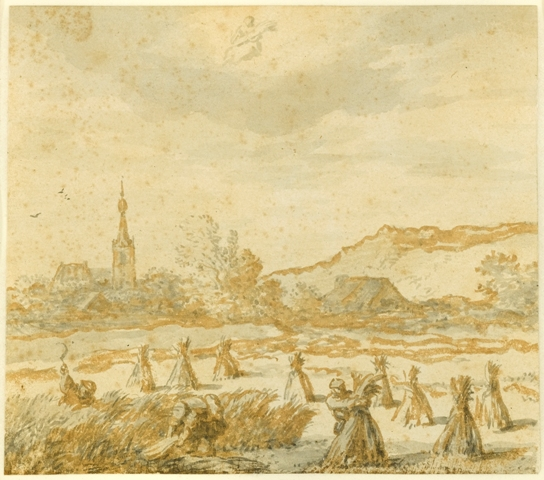
Місяць серпня (Діва)